# ТУТ (видавництво)
ТУТ — українське видавництво, що спеціалізується на мальописах, фантастиці та дитячій літературі сучасних українських письменників.

## Історія
Видавництво «ТУТ» засновано 2018 року Романом Крижанівським, письменником та власником однойменної мережі книгарень. Першу книгарню «ТУТ» було відкрито 2012 року, у Гайсині.
Назва «ТУТ» — це абревіатура, що розшифровується як «Товариство Унікальних Творців». Видавництво спеціалізується на виданні художньої літератури та коміксів для дітей, підлітків і дорослих, переважно українських авторів.
«ТУТ» бере участь у вітчизняних та міжнародних книжкових ярмарках і форумах, серед них, зокрема, Лондонський книжковий ярмарок, «Книжковий арсенал», «Book Forum Lviv», Міжнародний книжковий ярмарок у Варшаві. Керівник видавництва, Роман Крижанівський, є постійним членом журі міжнародного літературного конкурсу «Коронація слова».

## Видання та автори
Видавництво співпрацює здебільшого з українськими письменниками, серед них, зокрема, Олексій Декань, Ольга Мігель, Анатолій Шкарін, Антін Мухарський, Павло Матюша, Роман Крижанівський.
Вибрані видання:
- Цикл «Орден Лицарів», Роман Крижанівський (2020)
- Цикл «Герой Горобець», Роман Крижанівський (2020—2021)
- «Кайдашева сім'я проти зомбі», Олексій Декань (2021)
- «Вієчка», Павло Матюша (2021)
- Цикл «Сіра Долина», Ірина Хараб (2021—2022)
- «Невдахи та тіні», цикл «Мисливці за міськими легендами», Ольга Мігель (2022)
- «Кістяк з Чорнобиля», Антін Мухарський (2022)
- Цикл «Нурліньський літопис», Олексій Декань (2022—2023)

Вибрані відзнаки та нагороди:
- 2021 — Книга року Черкаського книжкового фестивалю у категорії «Візуальна книга» за книгу «Герой Горобець. Банди Нью-Йорка» (Роман Крижанівський / Ксенія Йоєнко)[7]